# Хосе Рібейєс

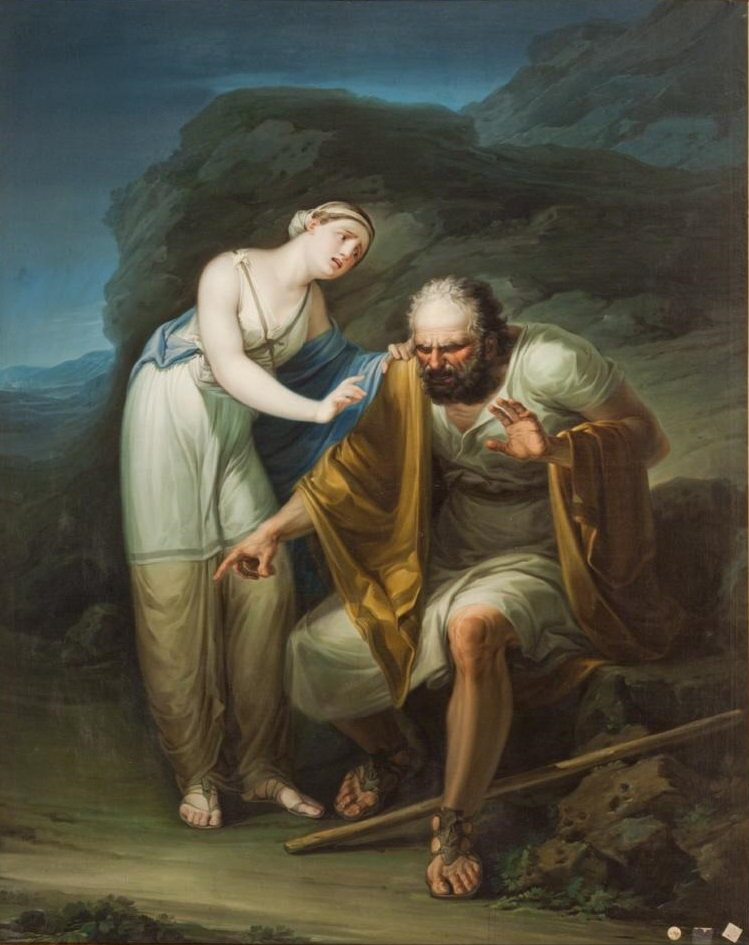
Едіп і Антігона, олія на полотні, 210 x 167 cm, Мадрид, Королівська Академія красних мистецтв Сан Фернандо

Хосе Рібейєс-і-Еліп або -Феліп, ісп. José Ribelles (*1778, Валенсія — †1835, Мадрид) — іспанський художник і гравер.
Народився у Валенсії, де його навчанням опікувався батько, Художник Хосе Рібейєс. Вивчення неокласичного стилю продовжив у Академії красних мистецтв Сан Карлос, де був учнем Вісенте Лопеса Портаньї. У 1799 він приїхав у Мадрид та у 1818 став академіком Королівської Академії красних мистецтв Сан Фернандо.
Створив малюнки для чотирьох калькографічних ґравюр Тамаса Лопеса Енґіданоса про повстання у Мадриді 2 травня, які надихнули гравера Алехандро Бланко-і-Асенсіо.